# Spetter!
Spetter! is een Nederlandse jeugdserie. De serie werd tijdens het eerste seizoen (2006) uitgezonden op jeugdzender Nickelodeon en tijdens de tweede reeks (2007) op kinderzender Jetix. In 2012 en 2013 werd het tweede seizoen herhaald door RTL Telekids en in 2007 was het eerste seizoen terug te zien via Jetix VOD (video-on-demand).

## Geschiedenis
De serie draait om de dolfijn Spetter en werd opgenomen in het Dolfinarium te Harderwijk.
Tijdens de eerste reeks had de serie kortweg de titel Spetter!, vanaf het jaar erop kwam er een subtitel bij, afgeleid van de huidige verhaallijn. Opmerkelijk was dat de dolfijn Spetter in het eerste seizoen een stem had, in vertellersvorm. Dit concept werd echter bij het tweede seizoen compleet geschrapt, en tevens werd besloten de verhaallijn meer op de andere personages te concentreren. Ook werden er grote veranderingen aangebracht in de cast.

## Reeks

### Spetter!(2006)
Wekelijks uitgezonden van 14 juni tot en met 26 september 2006, op jeugdzender Nickelodeon - 12 afleveringen.
Een vreemd buitenlands echtpaar zetten alles op alles om het Dolfinarium over nemen. Het management is enthousiast over de nieuwe plannen van de twee. Het getij wordt echter gekeerd wanneer de broertjes Kees en Koos, vaste Dofinarium bezoekers, erachter komen dat het echtpaar iets heel anders van plan blijkt te zijn, wat het Dolfinarium, en zijn bewoners, vreselijk in gevaar zou kunnen brengen.
Rolverdeling: Max Klatser (Kees), Amir Adeel (Koos), Sanne Bloeme (Ruby), Kirsten Bloeme (Roxy), Escha Tanihatu (Wendy), Thomas Deelen (professor Desi Bell), Nicoline van Doorn (stem van Spetter).

### Spetter! en het Romanov Raadsel(2007)
Dagelijks uitgezonden van 11 tot en met 29 juni 2007, op kinderzender Jetix - 15 afleveringen.
Een boevenbende heeft een stel juwelen, de Romanovjuwelen, gestolen. Wanneer ze gepakt worden in het Dolfinarium laten ze de juwelen in het water vallen, maar één van de dieren (Spetter) slikt de broche in. De boeven willen de juwelen weer terug en bedenken een gemeen plan. Anne en haar broer Mark proberen het trio te slim af te zijn.
Rolverdeling: Neeltje de Vree (Anne), Emiel Sandtke (Mark), Escha Tanihatu (Wendy), Thomas Deelen (professor Desi Bell), Sandra Mattie (Liesbeth), Joep Sertons (Axel van Duivenbooden), Serge-Henri Valcke (Van Oppen), Michaël van Buuren (Jan 1), Martijn Oversteegen (Jan 2).

## Titelsongs
- Seizoen 1: "Spetter!"
  - Gezongen door Kus

- Seizoen 2: "Mijn allerbeste vriend"
  - Gezongen door Tess